# Episodi di Yaratilan - La creatura
La prima stagione della serie televisiva drammatica turca Yaratilan - La creatura (Yaratılan), composta da 8 episodi, è stata distribuita sulla piattaforma di streaming Netflix il 20 ottobre 2023.
| nº | Titolo originale       | Titolo italiano                        | Pubblicazione Turchia | Pubblicazione Italia |
| -- | ---------------------- | -------------------------------------- | --------------------- | -------------------- |
| 1  | Onu İyileştir          | Guariscilo                             | 20 ottobre 2023       | 20 ottobre 2023      |
| 2  | Kafamdaki Sesler       | Voci nella testa                       | 20 ottobre 2023       | 20 ottobre 2023      |
| 3  | Kan Sıcak Akmalı       | Il sangue scorrerà caldo               | 20 ottobre 2023       | 20 ottobre 2023      |
| 4  | Bir Can Doğacak Ölüden | Un'anima ritornerà dal mondo dei morti | 20 ottobre 2023       | 20 ottobre 2023      |
| 5  | Kıyam                  | Resurrezione                           | 20 ottobre 2023       | 20 ottobre 2023      |
| 6  | Kimim Ben?             | Chi sono io?                           | 20 ottobre 2023       | 20 ottobre 2023      |
| 7  | Adım İhsan'dı Benim    | Il mio nome era Ihsan                  | 20 ottobre 2023       | 20 ottobre 2023      |
| 8  | İnsanla Davam Bitti    | Ho chiuso con gli uomini               | 20 ottobre 2023       | 20 ottobre 2023      |